# Lysandra radiata
Lysandra radiata är en fjärilsart som beskrevs av Gaschet 1877. Lysandra radiata ingår i släktet Lysandra och familjen juvelvingar. Inga underarter finns listade i Catalogue of Life.